# Blowing in from Chicago
| Recensione | Giudizio |
| ---------- | -------- |
| AllMusic   | [ 1 ]    |

Blowing in from Chicago è un album discografico dei sassofonisti statunitensi Cliff Jordan e John Gilmore, pubblicato nel luglio del 1957.

## Descrizione
Si tratta del disco d'esordio per entrambi i sassofonisti, con l'accompagnamento del pianista Horace Silver e del batterista Art Blakey, al contrabbasso il veterano Curly Russell.
L'album è stato registrato al Rudy Van Gelder Studio di Hackensack, nel New Jersey, il 3 marzo 1957. È stato pubblicato dall'etichetta discografica Blue Note Records, la prima edizione è stata stampata in formato LP con numero di catalogo BLP 1549. L'edizione in CD, pubblicata sempre dalla Blue Note Records fin dal 1994, contiene come traccia extra il brano Let It Stand.

## Tracce
LP
1. Status Quo – 5:34 (John Neely)
2. Bo-Till – 5:54 (Clifford Jordan)
3. Blue Lights – 6:35 (Gigi Gryce)
4. Billie's Bounce – 9:32 (Charlie Parker)
5. Evil Eye – 5:12 (Clifford Jordan)
6. Everywhere – 5:42 (Horace Silver)

CD
1. Status Quo – 5:34 (John Neely)
2. Bo-Till – 5:54 (Clifford Jordan)
3. Blue Lights – 6:35 (Gigi Gryce)
4. Billie's Bounce – 9:32 (Charlie Parker)
5. Evil Eye – 5:12 (Clifford Jordan)
6. Everywhere – 5:42 (Horace Silver)
7. Let It Stand – 7:44 (Clifford Jordan, John Gilmore) – Bonus Track

## Crediti

### Musicisti
- Clifford Jordan - sassofono tenore[2]
- John Gilmore - sassofono tenore[2]
- Horace Silver - pianoforte[2]
- Curley Russell - contrabbasso[2]
- Art Blakey - batteria[2]

### Personale tecnico
- Alfred Lion - produttore[2]
- Rudy Van Gelder - ingegnere delle registrazioni[2]